# Dalniy Vostok (Schiff)
Die Dalniy Vostok (russisch Дальний Восток, Transkription: Dalni Wostok, dt.: Ferner Osten) war ein russischer Tiefkühl-Fabriktrawler. Er geriet am 1. April 2015 im Ochotskischen Meer vor der Halbinsel Kamtschatka durch Wassereinbruch im Maschinenraum in Seenot und sank, ohne einen Notruf abgesetzt zu haben, innerhalb einer Viertelstunde. Mindestens 56 Besatzungsmitglieder, vorwiegend aus Russland und Burma, kamen ums Leben, 13 werden vermisst.
Eine offizielle Untersuchung wurde bislang nicht abgeschlossen. Öffentlich geäußerte Vermutungen über die Unglücksursache tendierten neben dem Zusammenstoß mit Treibeis vor allem zu einem Verlust der Stabilität und Kentern des Schiffes durch Fehlfunktion oder falsche Bedienung der Ballasttanks während des Einholens der Netze.
Das Schiff zählte zu einer insgesamt 113 Einheiten zählenden Baureihe von Gefriertrawlern des Typs Pulkovskiy Meridian (Projekt-1288), die zwischen 1974 und 2011 von der Schwarzmeerwerft (Tschernomorski sudostroitelny sawod) in Mykolajiw gebaut wurden. Die Dalniy Vostok wurde 1989 als Stende für die Rīgas traleru un refrižeratoru flotes bāze (etwa: Riga Heckfänger- und Gefrierflottenbasis) gebaut. 1992 wurde das Schiff auf die JSC Baltic Marine Fishing Company aus Riga übertragen, nach St. Kitts und Nevis ausgeflaggt und blieb dort bis Ende 2014 unter ihrem Baunamen in Fahrt.
Angetrieben wurde der Fabriktrawler von zwei in Pielstick-Lizenz von Russkiy in Leningrad gebauten Sechszylinder-Viertakt-Dieselmotoren des Typs 6PC2-5L-400, die über ein Untersetzungsgetriebe auf einen Verstellpropeller wirken. Jeder der beiden Hauptmotoren leistete 2576 Kilowatt. Zur Energieversorgung waren zwei Generatoren mit je 1600 kW und drei Generatoren mit je 200 kW verbaut. Der Rumpf des Schiffes war eisverstärkt.
Das Wrack wurde im Sommer 2015 in einer Tiefe von 250 Metern entdeckt ((56° 29′ N, 150° 25′ O)) und soll mit ferngesteuerten Suchfahrzeugen untersucht werden, eine Bergung ist nicht vorgesehen.